# Bertolli

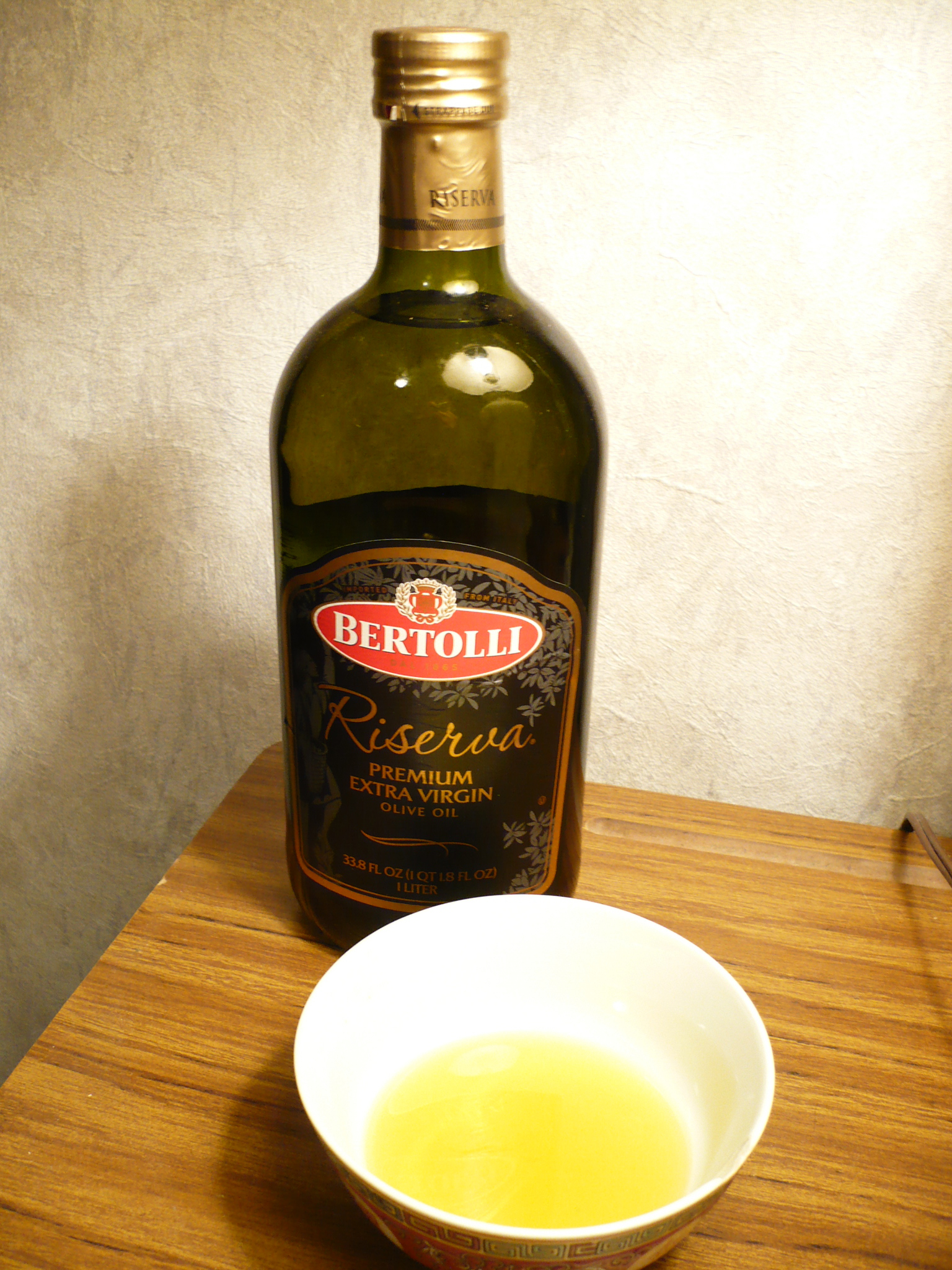
Literfles Bertolli-olijfolie.

Bertolli is een van oorsprong Italiaans bedrijf tot 1972. Daarna werd het enkel een merk, bekend van de olijfolie. Het bedrijf ontstond in 1865 in Lucca (Toscane). Francesco en Caterina Bertolli openden daar onder hun huis een winkel waar ze hun zelf geproduceerde olijfolie verkochten. 
In 1875 opende Francesco in Lucca een bank, die als doel had de emigranten, die hoofdzakelijk naar de Verenigde Staten van Amerika vertrokken, te financieren. De eenmaal in Amerika gevestigde Italianen misten echter hun olijfolie en Bertolli besloot daarop vijf kisten met blikken olijfolie te laten importeren, waardoor Bertolli de eerste exporteur van olijfolie in Italië werd. 
Rond 1890 ging men ook exporteren naar Australië en Canada. Door het aanbod van veel goedkopere Griekse en Spaanse olijfoliën in de jaren dertig besloot het bedrijf die te gaan gebruiken in plaats van de dure Italiaanse. Vlak na de Tweede Wereldoorlog begon Bertolli een reclamecampagne, iets dat tot dan toe in Italië ongebruikelijk was, en werden hiervoor de karakters Olivella en Maria Rosa gecreëerd. Een andere innovatie en beslissend keerpunt werd de introductie van de glazen fles in de jaren vijftig, daar alleen olie in blikken verkrijgbaar waren. De slogan van Bertolli werd daardoor: Zie wat je koopt. Tussen 1950 en 1960 werd het bedrijf de eerste voedselproducent die productinformatie over de gezondheid van olijfolie op zijn labels zette.
In 1972 werd het bedrijf verkocht aan Alimont. Alimont kwam in 1974 vervolgens in handen van het Italiaanse staatsbedrijf SME, een elektriciteitsbedrijf dat zich inkocht in de voedselindustrie. Vanaf 1990 werd SME weer geprivatiseerd en Bertolli kwam in 1993 in handen van Fivsi, die het vervolgens al weer snel doorverkocht aan Unilever.
In 1999 was de export van de producten, die meer omvatten dan alleen de olijfolie, zoals pastasauzen en pesto's, van 23 naar meer dan 40 landen gestegen.
In 2001 werd het merk Brio op de Nederlandse markt geschrapt en vervangen door Bertolli.
Na overname door Unilever groeide Bertolli uit tot een internationaal merk. Volgens de Food Production Daily van 13 december 2004 was Bertolli op dat moment zelfs het grootste olijfoliemerk. Onder het Bertolli merk vielen nu ook andere producten zoals nieuwe soorten olijfolie, pastasauzen, balsamicoazijnen, pesto en margarineproducten.
Op 23 december 2008 werd de olijfolie- en azijndivisie van Bertolli door Unilever aan de Spaanse Grupo SOS verkocht voor 630 miljoen euro. Grupo SOS kreeg daarbij een wereldwijde eeuwigdurende licentie op het gebruik van de merknaam Bertolli voor olijfolie, premium azijn en olijven. Unilever behield het eigendom van het merk Bertolli voor het gebruik 11 voor allerlei andere voedingsmiddelen. In 2011 veranderde Grupo SOS zijn naam in Deoleo. In 2014 verkocht Unilever zijn Bertolli (en Ragú) Noord-Amerika divisie, waaronder pasta, pastasauzen, pesto's en diepvriesmaaltijden én de merkrechten aan het Japanse Mizkan Group (Deoleo behield de licentie voor de oliën)
In 2018 verkocht Unilever zijn "Cooking, Baking and Spread" divisie – waartoe ook producten van Bertolli behoorde – aan KKR investments. De divisie ging verder onder de naam Upfield. Unilever gebruikt het merk nog wel voor pastasauzen (behalve voor Noord-Amerika).
Begin 2021 werd de resterende Europese divisie met pasta en pesto sauzen aan Enrico-Glasbest (een handelsfirma in Nederland) verkocht.